# دراتيورن
دراتيورن (بالإنجليزية: Drättehorn)‏ هو أحد جبال سلسلة جبال الألب البرنية ويقع في كانتون برن في سويسرا. يحتل المرتبة رقم 270 في قائمة جبال سويسرا من حيث الارتفاع، إذ يبلغ ارتفاعه حوالي 2794 متر، بينما يبلغ ارتفاع نتوء الجبل 340 متر.